# Gare de Polliat
La gare de Polliat est une gare ferroviaire française de la ligne de Mâcon à Ambérieu. Elle est située place de la Gare, à environ 400 mètres au sud du centre du bourg, sur le territoire de la commune de Polliat, dans le département de Ain, en région Auvergne-Rhône-Alpes.
Elle est mise en service en 1857 par la Compagnie du chemin de fer de Lyon à la Méditerranée (LM) avant de devenir une gare du réseau de la Compagnie des chemins de fer de Paris à Lyon et à la Méditerranée (PLM).
C'est une halte voyageurs de la Société nationale des chemins de fer français (SNCF) desservie par des trains régionaux TER Auvergne-Rhône-Alpes.

## Situation ferroviaire
Établie à 205 mètres d'altitude, la gare de Polliat est située, au point kilométrique (PK) 27,551 de la ligne de Mâcon à Ambérieu, entre les gares de Mézériat et de Bourg-en-Bresse.

## Histoire
La station de Polliat est mise en service le 6 juin 1857 par la Compagnie du chemin de fer de Lyon à la Méditerranée (LM), lorsqu'elle ouvre à l'exploitation les 34 kilomètres de Bourg à la rive gauche de la Saône. La voie s'arrête au bord de la rivière du fait d'un retard pris sur la construction du viaduc, un service de bateaux est organisé pour faire traverser les voyageurs en environ trente minutes. Le viaduc permettra la continuité de la ligne à partir du 20 juillet 1857.
En 1911, Polliat figure dans la nomenclature des gares stations et haltes de la Compagnie des chemins de fer de Paris à Lyon et à la Méditerranée (PLM). C'est une gare, qui peut expédier et recevoir des dépêches privées, et qui est ouverte au service complet des marchandises (petite et grande vitesse) à l'exclusion des chevaux chargés dans des wagons-écuries s'ouvrant en bout et des voitures à 4 roues à deux fonds et à deux banquettes dans l'intérieur, omnibus diligences, etc. Elle est située sur la ligne de Mâcon à Modane, entre les gares de Mézériat et de Bourg.
Devenue une simple halte au cours du XXe siècle, ses installations, notamment les abris, le mobilier, l'éclairage et la signalétique, sont rénovées en 2011 dans le cadre du programme régional de « remise à niveau des gares et haltes ».

## Fréquentation
Selon les estimations de la SNCF, la fréquentation annuelle de la gare s'élève aux nombres indiqués dans le tableau ci-dessous.
| Année               | 2023  | 2022  | 2021  | 2020  | 2019  | 2018  | 2017  | 2016  | 2015  |
| ------------------- | ----- | ----- | ----- | ----- | ----- | ----- | ----- | ----- | ----- |
| Nombre de voyageurs | 9 050 | 6 999 | 6 277 | 4 945 | 7 407 | 5 416 | 6 519 | 5 775 | 6 422 |

## Service des voyageurs

### Accueil
Halte SNCF, c'est un point d'arrêt non géré (PANG) à accès libre.
Un passage de niveau piéton permet la traversée des voies et l'accès aux quais.

### Desserte
Polliat est desservie par des trains TER Auvergne-Rhône-Alpes de la relation Mâcon – Bourg-en-Bresse – Ambérieu-en-Bugey.

Installations
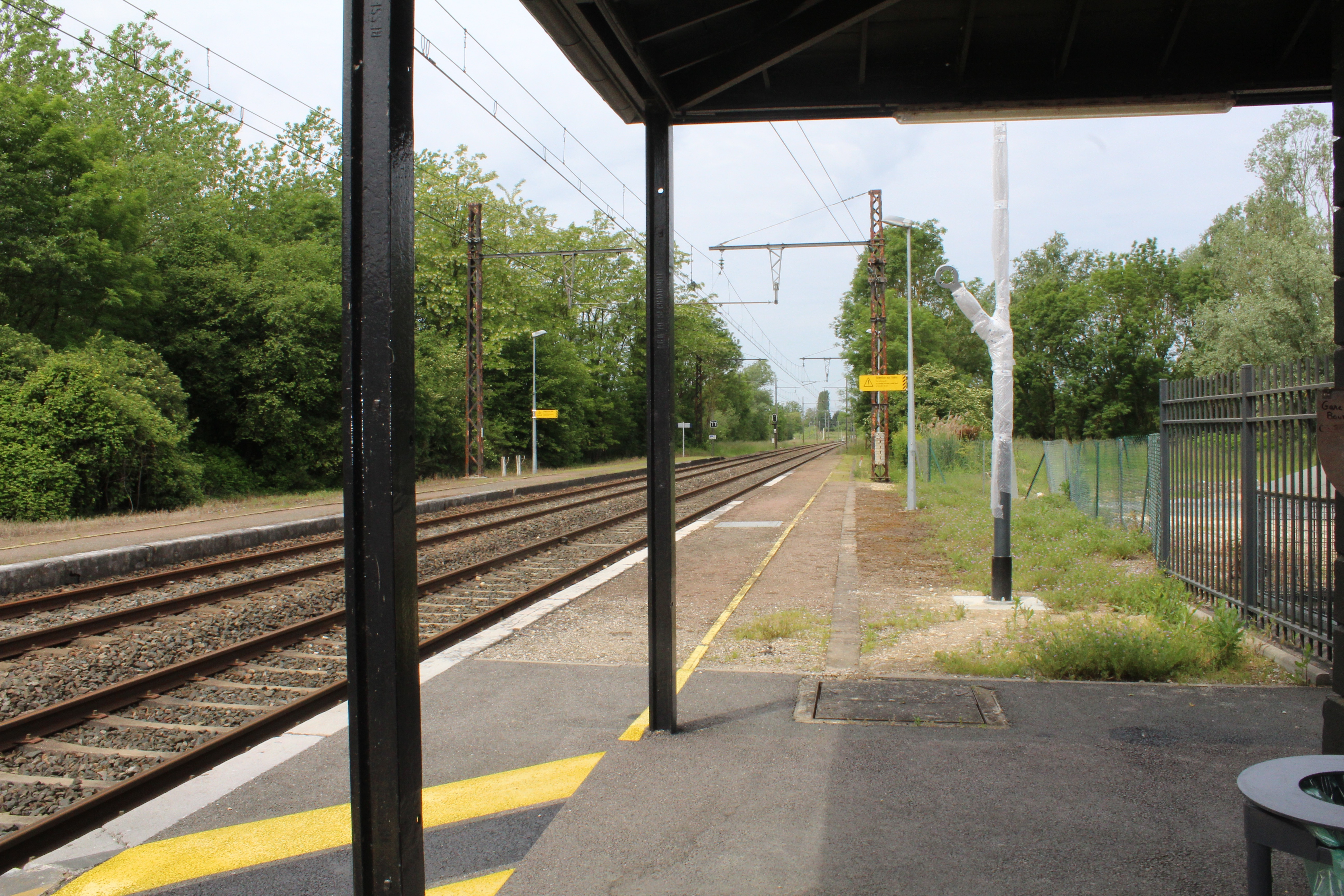
En 2016.
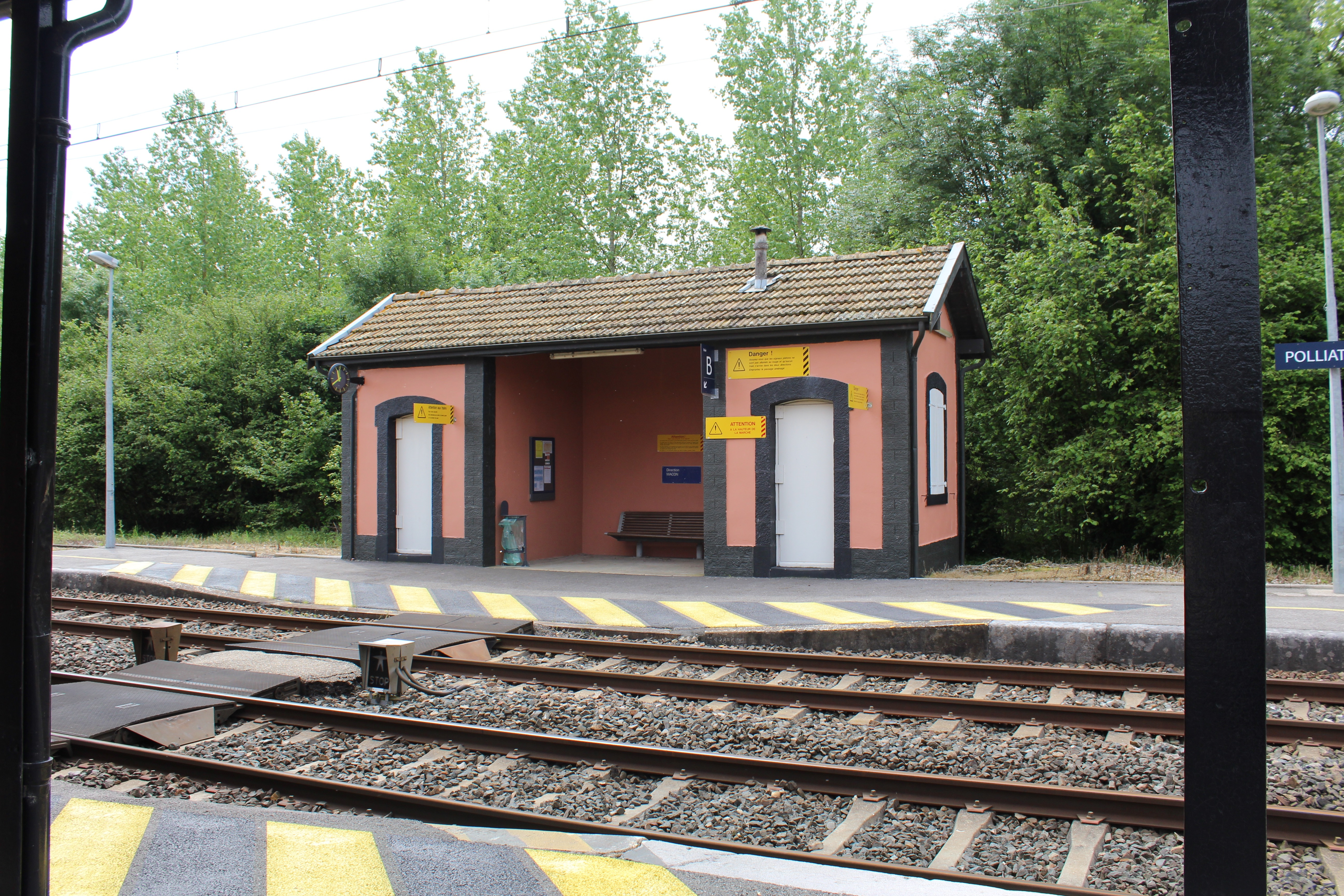
En 2016.
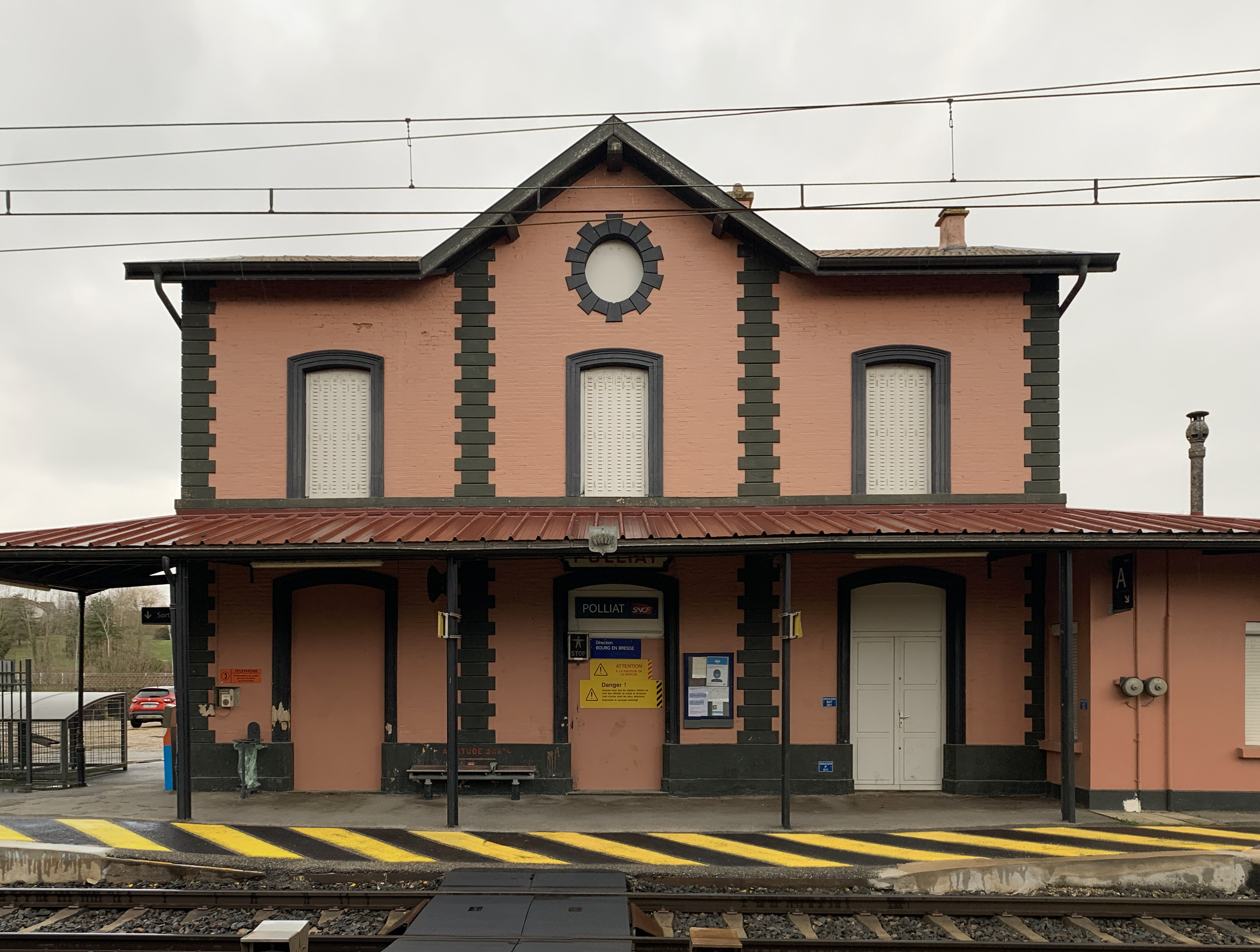
En 2020.

### Intermodalité
Un parc pour les vélos (consignes individuelles en libre accès) et un parking pour les véhicules y sont aménagés.
Les cars TER de la relation Mâcon – Bourg-en-Bresse ne viennent pas jusqu'à la gare, ils ont un arrêt sur la D1079 à proximité du centre-ville à environ 500 mètres de la gare.

## Patrimoine ferroviaire
L'ancien bâtiment voyageurs et l'ancienne halle à marchandises sont toujours présents sur le site en 2013.